# Rødekro Kulturpris
Rødekro Kulturpris, tidligere Rødekro Kommunes Kulturpris, er en dansk kulturpris, der uddeles årligt i Rødekro i Sønderjylland til en person, der har "været til gavn for det kulturelle liv i Danmark." Med prisen følger 25.000 kr.
Prisen blev etableret i 1988 efter en ide af lærer Niels Henning Rose, der fik udviklet prisen i samarbejde med den daværende Rødekro Kommune, byens pengeinstitutter, Håndværker-, Handels- og Industriforening for Rødekro samt Rødekro Bys Handelsstandsforening.
Prisen blev oprindeligt uddelt af Rødekro Kommune, men efter Strukturreformen i 2007, hvor kommunen blev en del af Aabenraa Kommune, har prisen været en selvejende institution. Udgifterne i forbindelse med arrangementet støttes af sponsorer.

## Modtagere
| År   | Modtager                    | Beskæftigelse                     |
| ---- | --------------------------- | --------------------------------- |
| 1988 | Bjarne Reuter               | Forfatter                         |
| 1989 | Knud W. Jensen              | Direktør for Louisiana            |
| 1990 | Harald W. Lauesen           | Kunstmaler                        |
| 1991 | Frode Kristoffersen         | Radiojournalist                   |
| 1992 | Poul Dissing                | Sanger                            |
| 1993 | Lise Nørgaard               | Forfatter                         |
| 1994 | Michala Petri               | Blokfløjtevirtuos                 |
| 1995 | Bodil Udsen                 | Skuespiller                       |
| 1996 | Francesco Cristofoli        | Operachef                         |
| 1997 | Erik Clausen                | Multikunstner                     |
| 1998 | Nicolaus Wehding            | Billedkunstner                    |
| 1999 | Morten Grunwald             | Skuespiller                       |
| 2000 | Peter Bastian               | Fysiker og musiker                |
| 2001 | Nils Malmros                | Instruktør                        |
| 2002 | Ib Spang Olsen              | Forfatter                         |
| 2003 | Jytte Abildstrøm            | Skuespiller                       |
| 2004 | Ebbe Kløvedal Reich         | Forfatter                         |
| 2005 | Kurt Ravn                   | Skuespiller                       |
| 2006 | Sigurd Barrett              | Entertainer                       |
| 2007 | Anders og Peter Lund Madsen | Journalist og læge                |
| 2008 | Ghita Nørby                 | Skuespiller                       |
| 2009 | Bent Fabricius-Bjerre       | Komponist og musiker              |
| 2010 | Søren Ryge Petersen         | Havemand og TV-vært               |
| 2011 | Lisbet Dahl                 | Skuespiller og instruktør         |
| 2012 | Kim Sjøgren                 | Violinist                         |
| 2013 | Preben Kristensen           | Skuespiller                       |
| 2014 | Anders Agger                | Journalist og dokumentarist       |
| 2015 | Anne Linnet                 | Sanger                            |
| 2016 | Tom Buk-Swienty             | Historiker og forfatter           |
| 2017 | Adam Price                  | Manuskriptforfatter og dramatiker |
| 2018 | Peter Mygind                | Skuespiller og foredragsholder    |
| 2019 | Bodil Jørgensen             | Skuespiller                       |
| 2021 | Puk Damsgård                | Journalist                        |
| 2022 | Jesper Koch                 | Kok                               |
| 2023 | Sanne og Svend Brodersen    | Ejerledere, Gram Slot             |